# Jerarquia exponencial
En teoria de la complexitat, la jerarquia exponencial és una jerarquia de classes de complexitat que es l'anàloga a la jerarquia polinòmica amb temps exponencial. En aquest camp, el mot exponencial es fa servir en dos concepte diferents: fites exponencials lineals 2cn per una c constant i límits exponencials {\displaystyle 2^{n^{c}}}, donant dues versions de la jerarquia exponencial:
- EH és la unió de les classes {\displaystyle \Sigma _{k}^{E}}per tot k, on {\displaystyle \Sigma _{k}^{E}=\mathrm {NE} ^{\Sigma _{k-1}^{P}}}(llenguatges computables en una màquina de Turing no determinista en temps 2cn per alguna constant c amb un oracle {\displaystyle \Sigma _{k-1}^{P}}). Es defineix també {\displaystyle \Pi _{k}^{E}=\mathrm {coNE} ^{\Sigma _{k-1}^{P}},\Delta _{k}^{E}=\mathrm {E} ^{\Sigma _{k-1}^{P}}}. Una definició equivalent és que un llenguatge L és a {\displaystyle \Sigma _{k}^{E}}si i només si es pot escriure de la forma:

{\displaystyle x\in L\iff \exists y_{1}\,\forall y_{2}\dots Qy_{k}\,R(x,y_{1},\dots ,y_{k})}
on {\displaystyle R(x,y_{1},\dots ,y_{n})}és un predicat computable en temps {\displaystyle 2^{c|x|}}. També i de forma equivalent, EH és la classe dels llenguatges computables amb una màquina de Turing alternant en temps {\displaystyle 2^{cx}}per algun c.
- EHPH és la unió de les classes {\displaystyle \Sigma _{k}^{EXP}}, on {\displaystyle \Sigma _{k}^{EXP}=\mathrm {NEXP} ^{\Sigma _{k-1}^{P}}}(llenguatges computables en una màquina de Turing no determinista en temps {\displaystyle 2^{n^{c}}}per alguna constant c amb un oracle {\displaystyle \Sigma _{k-1}^{P}}).Es defineix també {\displaystyle \Pi _{k}^{EXP}=\mathrm {coNEXP} ^{\Sigma _{k-1}^{P}},\Delta _{k}^{EXP}=\mathrm {EXP} ^{\Sigma _{k-1}^{P}}}. Una definició equivalent és que un llenguatge L és a {\displaystyle \Sigma _{k}^{E}}si i només si es pot escriure de la forma:

{\displaystyle x\in L\iff \exists y_{1}\,\forall y_{2}\dots Qy_{k}\,R(x,y_{1},\dots ,y_{k})}
on {\displaystyle R(x,y_{1},\dots ,y_{n})}és un predicat computable en temps {\displaystyle 2^{c|x|}}. També i de forma equivalent, EXPH és la classe dels llenguatges computables amb una màquina de Turing alternant en temps {\displaystyle 2^{cx}}per algun c.
Es te que E ⊆ NE ⊆ EH ⊆ ESPACE, EXP ⊆ NEXP ⊆ EXPH ⊆ EXPSPACE, i EH ⊆ EXPH.